# رباح غربی
رباح غربی (انگلیسی: Rabah Gherbi; ۳ سپتامبر ۱۹۷۰) بازیکن هندبال اهل الجزایر بود.